# Габес (област)
Габес (на арабски: ولاية قابس‎) е една от 24-те области (вилаети) на Тунис. Разположена е в централната част на страната и има излаз на Средиземно море. Площта на област Габес е 7175 км², а населението е около 343 000 души (2004). Столица на областта е град Габес.
Климатът в областта е средиземноморски - с мека и влажна зима и горещо и сухо лято. Габес предлага на туристите планински и пустинни изгледи, гори, оазиси и прекрасни плажове. Интересен факт е, че в града има българска колония, основно съставена от преподаватели на високо ниво в местния Политехнически университет, както и множество лекари, най-известен от които д-р Иван Рачев, хирург.